# Live at the Fillmore (album The Residents)
Live at the Fillmore – album koncertowy autorstwa awangardowej grupy The Residents wydany w 1998 roku i dokumentujący koncert z okazji 25 rocznicy założenia grupy zagrany 31 października 1997 roku. Wydawnictwo zawarte na dwóch płytach podzielone jest na trzy części: pierwsze dwie złożone są głównie z piosenek oryginalnie pochodzących z albumów Gingerbread Man, Freak Show oraz Have a Bad Day, zaś trzeci akt jest zapisem nie publikowanego wcześniej spektaklu pod tytułem Disfigured Night.

Płyta została dotychczas wydana dwukrotnie – w 1998 roku w limitowanej ilości 1200 sztuk oraz wytłoczona ponownie w 2005 roku (limit 1000 kopii).  

## Lista utworów
1. Jambalaya
2. 44
3. The Gingerbread Man
4. Part 1 – The Aging Musician
5. Part 2 – The Old Woman
6. Part 3 – The Sold-Out Artist
7. Everyone Comes to the Freak Show
8. Loss of Innocence
9. Jelly Jack (The Boneless Boy)
10. Lottie (The Human Log)
11. Ted
12. Benny (The Bouncing Bump)
13. Disfigured Night
  1. Introduction
  2. Disfigured Night 1
  3. Disfigured Night 2
  4. Disfigured Night 3
  5. Disfigured Night 4
  6. Disfigured Night 5
  7. Disfigured Night 6
  8. Disfigured Night 7 (We Are the World)
14. Hello Skinny
15. This Is a Man's Man's Man's World
16. Curtain Call
17. Good Night (Cruel World)